# Championnat de Suisse de football de troisième division 2016-2017
Navigation
Promotion League 2015-2016 Promotion League 2017-2018
La saison 2016-2017 de Promotion League est la 5e édition (la 3e depuis son changement de nom) de la 3e division du football suisse et constitue le troisième niveau de la hiérarchie du football en Suisse, derrière la Super League et la Challenge League. Le championnat oppose 16 clubs en matches aller-retour. À la suite de la faillite du FC Bienne en Challenge League en 2016, aucun club n'a été relégué depuis la deuxième division. Trois équipes ont donc été promues du 1e Ligue: le FC La Chaux-de-Fonds, le FC Bavois et le FC United Zurich. Le championnat débute le 3 août 2016 et prend fin le 27 mai 2017.

## Clubs
| Club                 | Canton     | Stade                    | Capacité | Résultat lors de la saison 2015-2016 |
| -------------------- | ---------- | ------------------------ | -------- | ------------------------------------ |
| SC Cham              | Zoug       | Stadion Eizmoos          | 1 800    | 2e                                   |
| SC Kriens            | Lucerne    | Stadion Kleinfeld        | 5 100    | 3e                                   |
| FC Bâle II           | Bâle-Ville | Rankhof                  | 7 000    | 4e                                   |
| BSC Old Boys         | Bâle-Ville | Schützenmatte            | 8 000    | 5e                                   |
| FC Rapperswil-Jona   | Saint-Gall | Stadion Grünfeld         | 2 000    | 6e                                   |
| Stade Nyonnais FC    | Vaud       | Stade de Colovray        | 7 200    | 7e                                   |
| FC Breitenrain       | Berne      | Spitalacker              | 1 450    | 8e                                   |
| SC Brühl Saint-Gall  | Saint-Gall | Paul-Grüninger-Stadion   | 4 200    | 9e                                   |
| SC YF Juventus       | Zurich     | Utogrund                 | 2 850    | 10e                                  |
| FC Zurich II         | Zurich     | Sportplatz Heerenschürli | 1 120    | 11e                                  |
| FC Tuggen            | Schwytz    | Linthstrasse             | 4 250    | 12e                                  |
| FC Köniz             | Berne      | Liebefeld                | 1 000    | 13e                                  |
| FC Sion II           | Valais     | Stade de Tourbillon      | 20 200   | 14e                                  |
| FC La Chaux-de-Fonds | Neuchâtel  | Stade de la Charrière    | 12 700   | 2e en 1re Ligue (groupe 1)           |
| FC Bavois            | Vaud       | Terrain des Peupliers    | 659      | 3e en 1re Ligue (groupe 1)           |
| FC United Zurich     | Zurich     | Sportanlage Buchlern     | 1 150    | 3e en 1re Ligue (groupe 3)           |

| \| Bâle II Old Boys YF Juventus Köniz Rapperswil-Jona Sion II Nyon Breitenrain Zurich II United Tuggen Brühl SG Cham Kriens La Chaux- · de-Fonds Bavois \| Localisation des clubs engagés dans le championnat. |
| Bâle II Old Boys YF Juventus Köniz Rapperswil-Jona Sion II Nyon Breitenrain Zurich II United Tuggen Brühl SG Cham Kriens La Chaux- · de-Fonds Bavois                                                           |

## Classement final
À la suite de la relégation administrative du FC Le Mont-sur-Lausanne de Challenge League vers les ligues régionales, le FC United Zurich évite la relégation malgré sa 15e place.
| Rang | Équipe                 | Pts | J  | G  | N  | P  | Bp | Bc | Diff |
| ---- | ---------------------- | --- | -- | -- | -- | -- | -- | -- | ---- |
| 1    | FC Rapperswil-Jona     | 62  | 30 | 18 | 8  | 4  | 60 | 29 | +31  |
| 2    | SC Kriens              | 57  | 30 | 17 | 6  | 7  | 65 | 31 | +34  |
| 3    | FC Bâle II             | 55  | 30 | 16 | 7  | 7  | 64 | 37 | +27  |
| 4    | FC Stade Nyonnais      | 49  | 30 | 14 | 7  | 9  | 51 | 39 | +12  |
| 5    | FC Zurich II           | 48  | 30 | 13 | 9  | 8  | 54 | 52 | +2   |
| 6    | FC Breitenrain         | 45  | 30 | 13 | 6  | 11 | 46 | 49 | -3   |
| 7    | SC Brühl               | 40  | 30 | 11 | 7  | 12 | 56 | 54 | +2   |
| 8    | FC Köniz               | 40  | 30 | 11 | 7  | 12 | 40 | 43 | -3   |
| 9    | FC La Chaux-de-Fonds P | 39  | 30 | 10 | 9  | 11 | 44 | 46 | -2   |
| 10   | FC Sion II             | 39  | 30 | 11 | 6  | 13 | 48 | 58 | -10  |
| 11   | SC Cham                | 37  | 30 | 9  | 10 | 11 | 47 | 46 | +1   |
| 12   | BSC Old Boys           | 34  | 30 | 9  | 7  | 14 | 47 | 48 | -1   |
| 13   | SC YF Juventus         | 33  | 30 | 8  | 9  | 13 | 44 | 53 | -9   |
| 14   | FC Bavois P            | 31  | 30 | 8  | 7  | 15 | 37 | 69 | -32  |
| 15   | FC United Zurich P     | 27  | 30 | 8  | 3  | 19 | 32 | 61 | -29  |
| 16   | FC Tuggen              | 26  | 30 | 6  | 8  | 16 | 37 | 57 | -20  |

Légende des couleurs
- 1er : Promu en Challenge League 2017-2018
- Qualifié pour le 1er tour principal de la Coupe de Suisse 2017-2018
- 16e : Relégation en 1re Ligue

Abréviations
- R : Relégué de Challenge League 2015-2016
- P : Promu de 1re Ligue

## Classement des buteurs
|   | Buteur             | Club               | Buts |
| - | ------------------ | ------------------ | ---- |
| 1 | Silva Mychell Ruan | FC Rapperswil-Jona | 22   |
| 2 | Siegrist Nico      | SC Kriens          | 17   |
| 3 | Franjic Anto       | FC Breitenrain     | 15   |
| 3 | Sulejmani Shpetim  | FC Zurich II       | 15   |
| 5 | Sulejmani Skumbim  | SC Kriens          | 14   |